# 英國駐愛爾蘭大使館

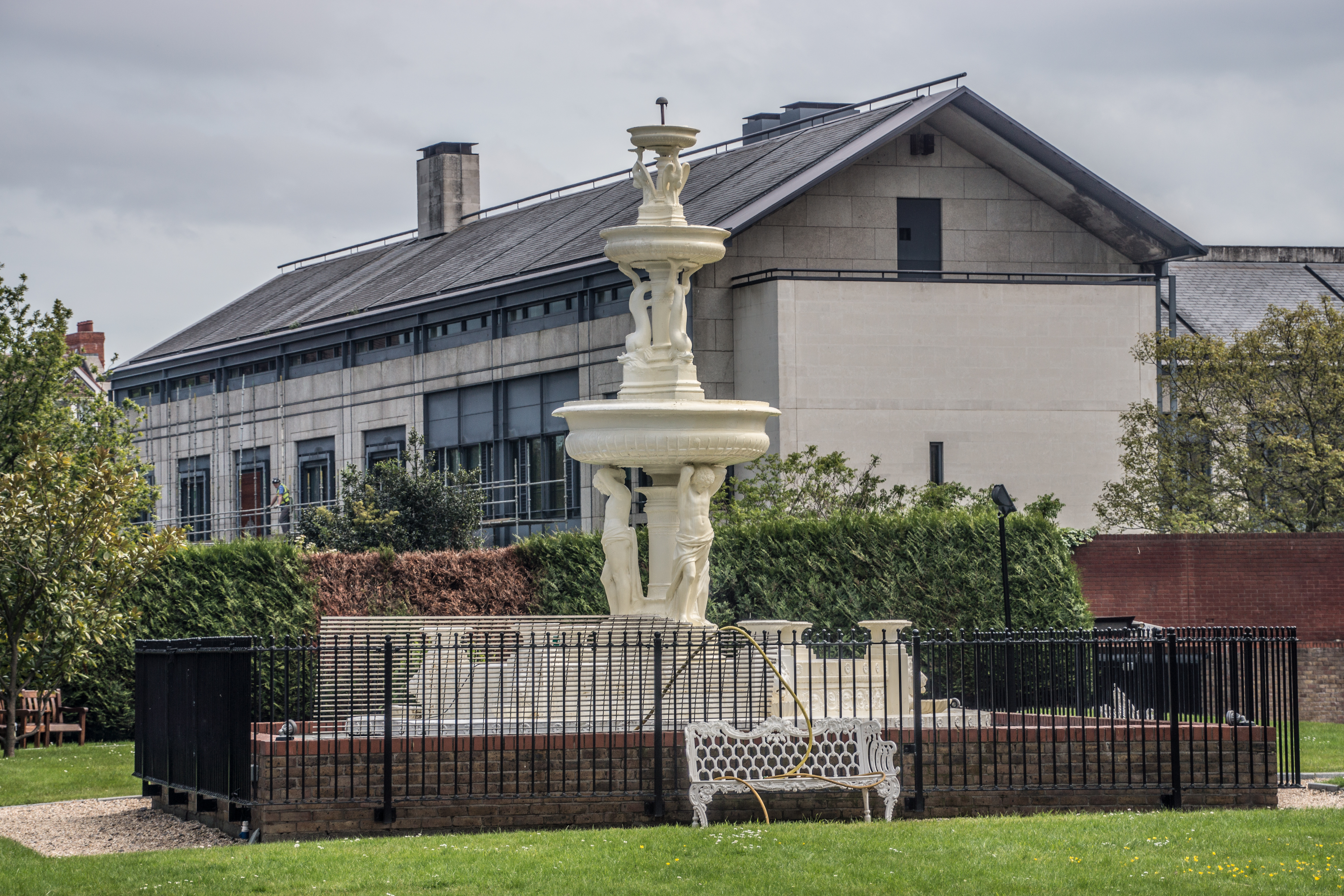
英國駐愛爾蘭大使館

英國駐愛爾蘭大使館（英語：Embassy of the United Kingdom, Dublin）是大不列顛及北愛爾蘭聯合王國駐愛爾蘭的外交代表機構。
英國駐愛爾蘭大使館位於都柏林，現任英國駐愛爾蘭大使是保羅·約翰斯頓。
1939年，英國在愛爾蘭設立代表處。1948年，愛爾蘭國會通過《1948年愛爾蘭共和國法令》，愛爾蘭於次年退出大英國協，英國代表處更名為英國大使館，其負責人改稱為大使。